# 格雷戈尔·泰特
格雷戈尔·泰特（英語：Gregor Tait，1979年4月20日—），英国男子游泳运动员。他曾代表苏格兰参加2002年和2006年英联邦运动会游泳比赛，获得二枚金牌、一枚银牌和二枚铜牌。他也曾参加2004年和2008年夏季奥运会。